# J.Lo (álbum)
J. Lo é o segundo álbum de estúdio da cantora americana Jennifer Lopez, lançado em 2001 pela gravadora Epic Records. O álbum estreou em primeiro lugar na Billboard 200 com mais de 272.000 cópias vendidas na semana do seu lançamento, permanecendo no Top 20 por seis semanas consecutivas, depois que o single "Love Don't Cost a Thing" atingiu o #3 na Billboard Hot 100. Mundialmente o álbum vendeu mais de 11 milhões de cópias.

## Antecedentes e desenvolvimento
Antes de se dedicar à música, Lopez fez parte de um grupo de elite de atores limitados para entrar na indústria musical de uma maneira bem sucedida. Após interpretar a falecida cantora Selena no filme autobiográfico homônimo, ela foi contratada pela Work Group — empresa subsidiária da Sony Music Entertainment —, sob a qual lançou seu álbum de estreia On the 6 (1999). Inicialmente, a cantora queria lançar músicas em espanhol, mas Tommy Mottola, então presidente da Sony, a sugeriu que cantasse em inglês, e Lopez concordou. Posteriormente, Lopez, juntamente com Ricky Martin, foram os principais líderes de um grupo de cantores de origens hispânicas que entraram no crossover musical e conquistaram o mercado estadunidense mainstream com material de língua inglesa, incluindo Enrique Iglesias, Marc Anthony e Christina Aguilera. Naquele período, a imprensa referiu-se a esse movimento como um "explosivo" crossover do pop latino e uma "étnica maravilhosa", com Lopez sendo descrita como "a realeza do crossover". Musicalmente, On the 6 incorporou elementos predominantemente derivados do soul latino e, liricamente, tratou de temas amorosos. Deste disco foram lançados os singles "If You Had My Love" — que liderou a Billboard Hot 100 durante quatro semanas consecutivas — e "Waiting for Tonight", que se tornaram sucessos mundiais. Assim como os singles, o álbum também foi bem sucedido, atingindo a oitava posição como melhor na Billboard 200 e comercializando 8 milhões de unidades até 2003.
Em abril de 2000, foi informado pela MTV News que Lopez — que havia acabado de filmar uma comédia romântica intitulada The Wedding Planner (2001) — iria começar a gravar seu segundo álbum de estúdio após o término de filmagens de outro filme, Angel Eyes (2001). Em agosto daquele ano, a artista disse ao LAUNCHcast que o trabalho seria intitulado My Passionate Journey. "Eu estou no meio do caminho feito agora. Espero que [o disco] saia em outubro", disse ela. Foi relatado que o namorado da intérprete na época, Sean Combs, que havia co-produzido algumas faixas em On the 6, contribuiria para o álbum. Adicionalmente, foi informado que Rodney Jerkins, que produziu "If You Had My Love", estava trabalhando com Lopez. Ela disse: "Eu cresci musicalmente, vocalmente, e [em] tudo", e queria que o seu segundo álbum fosse "mais um reflexo de quem eu sou, [de] minhas próprias experiências".
O álbum foi provisoriamente intitulado de The Passionate Journey e recebeu um lançamento previsto para novembro de 2000, com o primeiro single sendo programado para ser lançado no final de setembro. Em agosto do mesmo ano, Lopez revelou: "(...) Eu tinha um prazo, mas depois eu fiz três filmes, então eu estava compondo durante os filmes e os juntei. E agora eu estou lá gravando". Lopez finalmente decidiu nomear o álbum de J.Lo, pois ela apelidada de J.Lo por seus fãs desde o início de sua carreira. Ela disse que o título do disco foi uma homenagem a seus fãs: "Meus fãs me chamam de J.Lo. Dar este título para o álbum é a minha maneira de dizer-lhes que este [álbum] é para eles na apreciação do seu apoio". Vários artistas seguiram esta tendência, como Janet Jackson com Damita Jo (2004) e Mariah Carey com The Emancipation of Mimi (2005).
Antes de lançar o álbum, Lopez sabia o quanto era importante para "ficar refrescante", querendo inovar a indústria musical. Ela tomou a decisão de ajustar a sua imagem pública, tingindo seu cabelo e mudando seu nome artístico para J.Lo. Em J.Lo, a cantora assumiu o controle criativo mais do que em On the 6, explicando que "Eu realmente senti que desta vez, [o álbum] era mais meu". Durante o lançamento do álbum, Lopez começou a fazer a transição para um símbolo sexual. Anteriormente, ela tinha sido vocal enquanto vivia sua vida, ao reconhecer sua responsabilidade como um modelo para a juventude. A artista afirmou: "Quero dizer, eu sinto que você não pode assumir a responsabilidade do mundo, sabe? Acho que é destrutivo. (...) Você começa a pensar: 'Ai meu Deus, eu tenho que fazer isso ou aquilo'. Você tem que viver sua vida, eu não uso drogas, eu não bebo ou fumo ou faço algo do tipo. Então, esses são os tipos de coisas que as pessoas gostam [em] modelos: 'Oh, você não pode ser humana'. Você é humana". Ela também disse: "Já faz dois anos desde que eu terminei meu último álbum, então eu sinto que tenho mais experiência com essa coisa sobre a música, e eu tenho mais de um ponto de vista a respeito do que eu queria fazer nesse álbum, ao contrário do último álbum, mas estou muito animada com isso".

## Lista de faixas
| N.º            | Título                    | Compositor(es) | Produtor(es)                              | Duração |  |
| 1.             | "Love Don't Cost A Thing" | Damon Sharpe, Greg Lawson, Georgette Franklin, Jeremy Monroe, Amil D. Harris                                                                      | Ric Wake, Richie Jones[A], Cory Rooney[A] | 3:41    |  |
| 2.             | "I'm Real"                | L.E.S, Rooney, Jennifer Lopez, Troy Oliver | L.E.S, Rooney, Oliver                     | 4:58    |  |
| 3.             | "Play"                    | Anders Bagg, Arnthor Birgisson, Christina Milian, Rooney                                                                                          | Bag & Arnthor                             | 3:31    |  |
| 4.             | "Walking on Sunshine"     | Lopez, Mario "Yellow Man" Winans, Sean "Puffy Daddy" Combs, Michael "Lo" Jones, Jack Knight, Karen Anderson, Adonis Shropshire, Mechalie Jaminson | Combs, Winans, Rooney                     | 3:46    |  |
| 5.             | "Ain't It Funny"          | Rooney, Lopez | Rooney, Dan Shea                          | 4:05    |  |
| 6.             | "Cariño"                  | Lopez, Rooney, Manny Benito, Neal Creque, Jose Sanchez, Frank Rodriguez, Guillermo Edghill Jr., Mongo Santamaria                                  | Sanchez, Rodriguez, Edghill Jr., Rooney   | 4:15    |  |
| 7.             | "Come Over"               | Combs, Michelle Bell, Kip Colllins, Winans |                                           | 4:52    |  |
| 8.             | "We Gotta Talk"           | Lopez, Tina Morrison, Rooney, Joe Kelley, Steve Estiverne, Oliver                                                                                 | Oliver, Rooney, Kelley[B]                 | 4:06    |  |
| 9.             | "That's Not Me"           | Combs, Winans, Kandice Love | Winans, Combs                             | 4:31    |  |
| 10.            | "Dance with Me"           | Combs, Winans, Knight, Jones, Jamison | Winans, Combs                             | 3:52    |  |
| 11.            | "Secretly"                | Lopez, Rooney, Oliver, Kalilah Shakir | Oliver, Rooney                            | 4:25    |  |
| 12.            | "I'm Gonna Be Alright"    | Lopez, Rooney, Oliver, Lorraine Cheryl Cook, Ronald LaPread                                                                                       | Oliver, Rooney                            | 3:43    |  |
| 13.            | "That's the Way"          | Rodney "Darkchild" Jerkins, LaShawn "Big Shiz" Daniels, Nora Payne, Fred Jerkins III                                                              | Darkchild, Daniels[C]                     | 3:53    |  |
| 14.            | "Dame" (com Chayanne)     | Benito, Jerkins, Jerkins III, Daniels, Mischke | Jerkins, Benito                           | 4:23    |  |
| 15.            | "Si Ya Se Acabó"          | Benito, Jimmy Greco, Ray Contreras | Benito, Greco, Contreras                  | 3:36    |  |
| Duração total: | Duração total:            | Duração total: | Duração total:                            | 61:30   |  |

| Faixas bônus da edição latino-americana e espanhola |                               |                                                                            |                                         |         |  |
| N.º                                                 | Título                        | Compositor(es)                                                             | Produtor(es)                            | Duração |  |
| 16.                                                 | "Amor Se Paga con Amor"       | Sharpe, Lawson, Franklin, Monroe, Harris, Benito                           | Wake, Jones[A], Rooney[A]               | 3:44    |  |
| 17.                                                 | "Cariño" (versão em espanhol) | Lopez, Rooney, Benito, Creque, Sanchez, Rodriguez, Edghill Jr., Santamaria | Sanchez, Rodrigues, Edghill Jr., Rooney | 4:15    |  |
| 18.                                                 | "Qué Ironía" (Ain't It Funny) | Lopez, Rooney, Benito, Tommy Mottola                                       | Rooney, Shea                            | 4:05    |  |
| Duração total:                                      | Duração total:                | Duração total:                                                             | Duração total:                          | 73:34   |  |

| Faixa bônus japonesa |                |                                       |                |         |  |
| N.º                  | Título         | Compositor(es)                        | Produtor(es)   | Duração |  |
| 16.                  | "I'm Waiting"  | Combs, Winans, Knight, Jones, Jamison | Winans, Combs  | 3:11    |  |
| Duração total:       | Duração total: | Duração total:                        | Duração total: | 64:41   |  |

| Faixa bônus edição especial norte-americana |                                         |                                                                          |                |         |  |
| N.º                                         | Título                                  | Compositor(es)                                                           | Produtor(es)   | Duração |  |
| 16.                                         | "I'm Real (Murder Remix)" (com Ja Rule) | Lopez, Oliver, Rooney, Lewis, Jeffrey Atkins, Irving Lorenzo, Rick James |                | 4:22    |  |
| Duração total:                              | Duração total:                          | Duração total:                                                           | Duração total: | 65:52   |  |

| Faixas bônus das edições da Europa e da Austrália |                                         |                                                      |                |         |  |
| N.º                                               | Título                                  | Compositor(es)                                       | Produtor(es)   | Duração |  |
| 16.                                               | "Pleasure Is Mine"                      | Shelly Peiken, Guy Roche                             | Roche          | 4:17    |  |
| 17.                                               | "I'm Waiting"                           | Combs, Winans, Knight, Jones, Jamison                | Winans, Combs  | 3:11    |  |
| 18.                                               | "I'm Real (Murder Remix)" (com Ja Rule) | Lopez, Oliver, Rooney, Lewis, Atkins, Lorenzo, James | Irv Gotti, 7   | 4:22    |  |
| Duração total:                                    | Duração total:                          | Duração total:                                       | Duração total: | 73:20   |  |

Notas
A  - denota produtores adicionais
B  - denota co-produtores
C  - denota produtores vocais

## Prêmios e indicações
| ALMA Awards                           | Álbum do Ano                                     | J.Lo                    | Indicado |
| ALMA Awards                           | Vídeo Musical de Destaque                        | Love Don't Cost a Thing | Venceu   |
| ALMA Awards                           | Artista Feminina Favorita                        | Jennifer Lopez          | Indicado |
| American Music Awards                 | Artista Feminina de Hip-Hop/R&B Favorita         | Jennifer Lopez          | Indicado |
| Billboard Music Awards                | Artista de Singles do Ano                        | Jennifer Lopez          | Indicado |
| Billboard Music Awards                | Artista Feminina do Ano                          | Jennifer Lopez          | Indicado |
| Billboard Music Awards                | Artista do Ano                                   | Jennifer Lopez          | Indicado |
| MTV Europe Music Awards               | Melhor Artista Feminina                          | Jennifer Lopez          | Venceu   |
| Nickelodeon Kids' Choice Awards       | Cantora Feminina Favorita                        | Jennifer Lopez          | Indicado |
| Premios Odeón                         | Melhor Solista Latina Feminina                   | Jennifer Lopez          | Indicado |
| NRJ Music Awards                      | Artista Feminina Internacional do Ano            | Jennifer Lopez          | Venceu   |
| World Music Awards                    | Artista Latina Feminina que Mais Vendeu no Mundo | Jennifer Lopez          | Venceu   |
| Teen Choice Awards                    | Artista Feminina                                 | Jennifer Lopez          | Indicado |
| Teen Choice Awards                    | Hottie Feminina                                  | Jennifer Lopez          | Venceu   |
| Teen Choice Awards                    | Melhor Faixa Dance                               | Play                    | Venceu   |
| Teen Choice Awards                    | Escolha de Melhor Single Musical                 | Love Don't Cost a Thing | Indicado |
| Teen Choice Awards                    | Escolha de Melhor Álbum                          | J.Lo                    | Indicado |
| Echo Awards                           | Artista Internacional do Ano                     | J.Lo                    | Indicado |
| Hungarian Music Awards                | Álbum Pop Estrangeiro do Ano                     | J.Lo                    | Indicado |
| IFPI Hong Kong Top Sales Music Awards | 10 Lançamentos Estrangeiros Mais Vendidos        | J.Lo                    | Venceu   |
| TMF Awards                            | Melhor Álbum                                     | J.Lo                    | Indicado |
| TMF Awards                            | Melhor Cantora                                   | Jennifer Lopez          | Venceu   |
| Billboard Latin Music Awards          | Canção Dance Club Latina do Ano                  | Play                    | Indicado |
| Billboard Latin Music Awards          | Single Latino Dance do Ano                       | I'm Real                | Indicado |
| Billboard Latin Music Awards          | Single Latino Dance do Ano                       | Amor Se Paga Con Amor   | Venceu   |
| My VH1 Music Awards                   | Está Quente Aqui ou É Só o Meu Vídeo?            | Love Don't Cost a Thing | Indicado |
| MTV Video Music Awards                | Melhor Vídeo Dance                               | Love Don't Cost a Thing | Indicado |
| MTV Video Music Awards                | Melhor Vídeo Feminino                            | Love Don't Cost a Thing | Indicado |
| VIVA Comet Awards                     | Melhor Artista Internacional                     | Jennifer Lopez          | Indicado |
| VIVA Comet Awards                     | Melhor Vídeo Internacional                       | I'm Real                | Indicado |

## Desempenho nas tabelas musicais
| Tabela musical (2001)                                         | Melhor posição |
| ------------------------------------------------------------- | -------------- |
| Alemanha (Media Control Charts)                               | 1              |
| Austrália (ARIA Charts)                                       | 2              |
| Áustria (Ö3 Austria Top 40)                                   | 3              |
| Bélgica (Ultratop 50 de Flandres)                             | 3              |
| Bélgica (Ultratop 40 da Valônia)                              | 4              |
| Canadá (Canadian Albums Chart)                                | 1              |
| Dinamarca (Tracklisten)                                       | 15             |
| Espanha (PROMUSICAE)                                          | 1              |
| Estados Unidos (Billboard 200)                                | 1              |
| Finlândia (IFPI Finlândia)                                    | 6              |
| França (Syndicat National de l'Édition Phonographique)        | 6              |
| Grécia (IFPI Grécia)                                          | 1              |
| Irlanda (Irish Recorded Music Association)                    | 18             |
| Itália (Federazione Industria Musicale Italiana)              | 8              |
| Japão (Oricon)                                                | 14             |
| Nova Zelândia (Recording Industry Association of New Zealand) | 3              |
| Noruega (VG-lista)                                            | 15             |
| Polônia (Związek Producentów Audio Video)                     | 1              |
| Reino Unido (UK Albums Chart)                                 | 2              |
| Suécia (Sverigetopplistan)                                    | 7              |
| Suíça (Schweizer Hitparade)                                   | 1              |
| União Europeia (European Top 100 Albums)                      | 1              |

| País / Certificadora  | Certificação | Vendas    |
| --------------------- | ------------ | --------- |
| Argentina / CAPIF     | Platina      | 80.000    |
| Áustria / IFPI        | Ouro         | 10.000    |
| Austrália / ARIA      | 2× Platina   | 140.000   |
| Brasil / ABPD         | Ouro         | 50.000    |
| Canadá / Music Canada | 2× Platina   | 200.000   |
| Europa / IFPI         | 2× Platina   | 2.000.000 |
| França / SNEP         | 2× Ouro      | 260.000   |
| Alemanha / IFPI       | Platina      | 200.000   |
| México / AMPROFON     | Ouro         | 80.000    |
| Nova Zelândia / RIANZ | 2× Platina   | 30.000    |
| Suíça / IFPI          | 2× Platina   | 60.000    |
| Reino Unido / BPI     | Platina      | 300.000   |
| Estados Unidos / RIAA | 4× Platina   | 4.200.000 |
| Mundo / IFPI          | —            | 8.000.000 |